# 愛的香氣
《愛的香氣》是由查農·桑提納同庫（Nonkul）和拉皮彭·塔帕蘇萬（Brightrpp）领衔主演，改編自同名小說的时代爱情劇。該剧集自2023年8月18日在泰国播出。台灣也於同日通过LINE TV獨家播出。

## 播出時間

### 首播
| 頻道     | 所在地 | 播出日期      | 播出時間                    |
| -------- | ------ | ------------- | --------------------------- |
| One 31   | 泰國   | 2023年8月18日 | 每週五 22:15－23:15 (GMT+7) |
| Youku    | 泰國   | 2023年8月18日 | 每週五 22:15－23:15 (GMT+7) |
| Line TV  | 臺灣   | 2023年8月18日 | 每週六 00:30 (GMT+8)        |
| Heavenly |        | 2023年8月19日 | 每週六 01:30 (GMT+9)        |

## 演員列表
- 查農·桑提納同庫 飾 Jom

建築師，原接下一棟清邁老宅翻修案子，在得知男友有未婚妻時大受打擊而發生車禍。意外穿越至1920年的清邁，並成為Kunyai家的僕人。
- 拉皮彭·塔帕蘇萬 飾 Kunyai

1920年代身為清邁望族的少爺。
- 卡諾查·漫亞翁 飾 Ohm

Jom的前男友，因有未婚妻而拋棄Jom；1920年代為Kham Sean，Fong Kaew的戀人，兩人因Fong Kaew嫁給他人而被迫分開。
- Kimmy Thitisan Goodburn 飾 James

Robert的朋友。
- Teeratee Buddeehong(June) 飾 Ohm 的未婚妻

1920年代為Fong Kaew，嫁給Robert為妾。
- Auttharinya Uengsilpsrikul(Alee) 飾 Jeed

Jom現世的妹妹；1920年代為Euangphueng，Yai的姐姐，Robert的正室但與之不合。
- 坎塔彭·措姆普潘 飾 Ming

救起落水後的Jom。為Robert家的下人。
- Attila Arthur Gagnaux 飾 Robert

商人，在宅邸人稱「洋老爺」為Euangphueng的丈夫。
- Atcharee Buakhiao(Tian) 飾 Mey

Euangphueng的侍女。
- Nantapat Tian(Neve) 飾 Lek

Yai的弟弟。
- Duangjai Hiransri(Phiao) 飾 Prik
- Puttachat Pongsuchat(Tui) 飾 Khamdib

Robert家下人。

## 劇集迴響

### 泰國電視收視
- 收視最低的集數以藍色表示，收視最高的集數以紅色表示，而空格則表示該集的收視沒有相關數據。

| 集數 No.   | 播放日期       | 播放時段 (UTC+07:00) | 平均收視率 | 來源 |
| ---------- | -------------- | -------------------- | ---------- | ---- |
| 1          | 2023年8月18日  | 星期五 22:15         | 0.2        |      |
| 2          | 2023年8月25日  | 星期五 22:15         | 0.3        |      |
| 3          | 2023年9月1日   | 星期五 22:15         | 0.4        |      |
| 4          | 2023年9月8日   | 星期五 22:15         | 0.4        |      |
| 5          | 2023年9月15日  | 星期五 22:15         | 0.2        |      |
| 6          | 2023年9月22日  | 星期五 22:15         | 0.3        |      |
| 7          | 2023年9月29日  | 星期五 22:15         | 0.3        |      |
| 8          | 2023年10月6日  | 星期五 22:15         | 0.2        |      |
| 9          | 2023年10月13日 | 星期五 22:15         | 0.2        |      |
| 10         | 2023年10月20日 | 星期五 22:15         | 0.4        |      |
| 11         | 2023年10月27日 | 星期五 22:15         | 0.4        |      |
| 12         | 2023年11月3日  | 星期五 22:15         | 0.3        |      |
| 平均收視率 | 平均收視率     | 平均收視率           | 0.3        | 1    |

^1  基於每集的平均觀眾份額。

## 制作
此劇於2022年2月3日確定演员阵容，同年9月22日開鏡，2022年10月2日推出先導片(Official Pilot)，2023年7月10日全劇殺青。

## 奖项与提名
2023年：榮獲UNIVERSE AWARDS最佳戲劇、最佳製作和最佳配樂獎。